# Minamiaizu
Minamiaizu (jap. 南会津町 Minamiaizu-machi) – miasto w Japonii, na wyspie Honsiu, w prefekturze Fukushima. Według danych na rok 2020 miejscowość zamieszkiwało 14 451 mieszkańców , a gęstość zaludnienia wyniosła 16,3 os./km².